# Parti populaire italien (1919-1926)
Pour l’article homonyme, voir Parti populaire italien.
Le Parti populaire italien (en italien: Partito Popolare Italiano ou PPI) était un parti politique créé le 18 janvier 1919 et inspiré de la doctrine sociale de l'Église, et fondé par Luigi Sturzo avec Giovanni Bertini, Giovanni Longinotti, Angelo Mauri, Remo Vigorelli et Giulio Rodinò. La création de ce parti marque le début de la réintégration des catholiques à la vie politique italienne après plusieurs années d'absence du fait de la Question romaine. Par son orientation catholique, comme par sa brièveté, on peut le rapprocher du Parti démocrate populaire français.

## Histoire
Le PPI, très marqué par le catholicisme social, accepte majoritairement l'idée démocratique. 
Situé sur la droite de l'échiquier politique, il accepte de soutenir l'accession au pouvoir du parti fasciste italien en 1922. Cependant, cette alliance ne dure pas, et en avril 1923, au IVème Congrès du PPI, le dirigeant de celui-ci, don Sturzo, décida de cesser le soutien au gouvernement et d'entrer dans l'opposition.
Les franges les plus droitières du PPI, qualifiées de « clérico-fascistes » par Sturzo, quittent le PPI et se constituent le 12 août 1924 en un mouvement pro-fasciste, le Centro Nazionale Italiano (CNI), soutenu par le gouvernement.
Affaibli par la scission, le PPI n'est pas soutenu par le Vatican, qui le considère comme insuffisemment conservateur. Au contraire, « le Parti Populaire Italien, qui n’avait jamais été apprécié [...], fut  [...] abandonné à la répression fasciste sans aucune protection du Saint-Siège. [...] À partir de l’été 1924, La Civiltà Cattolica et le pape lui-même désavouèrent publiquement le Parti Populaire ». « A l’inverse, aucune voix ne s’éleva pour condamner la participation des catholiques nationaux [du CNI] au gouvernement Mussolini ».
Un rapport de septembre 1923 conservé dans les Archives Vaticanes explique cette évolution. Elle est liée au vieux conflit avec les libéraux italien qui avaient détruit les États pontificaux en 1870 lors de l'unification italienne, et à la peur nouvelle de la poussée des gauches socialistes et communistes. On y lit que « les catholiques, grâce à plusieurs dispositions adoptées par le gouvernement conformément à leurs principes [...] ont dû convenir qu’aucun Gouvernement en Italie, et peut-être dans le monde entier, n’aurait pu, en une seule année, faire autant en faveur de la religion catholique. Les Catholiques ne peuvent que penser avec horreur à ce qui pourrait se passer en Italie si le Gouvernement de Mussolini devait céder face à une éventuelle insurrection des forces subversives ; ils ont par conséquent tout intérêt à le soutenir ».
Le PPI se trouve donc privé de son aile droite, du soutien de l'église, et marginalisé par le gouvernement. Il disparaît en 1926, mais ce sont d'anciens membres qui créeront le parti Démocrate Chrétien italien en 1942, qui sera le parti politique dominant de l'après-guerre.

## Date des principaux Congrès
- I Congrès - Bologne, 14-16 juin 1919
- II Congrès - Naples, 8-11 avril 1920
- III Congrès - Venise, 20-23 octobre 1921
- IV Congrès - Turin, 12-13 avril 1923
- V Congrès - Rome, 28-30 juin 1925

## Sources
- (it) Cet article est partiellement ou en totalité issu de l’article de Wikipédia en italien intitulé « Partito Popolare Italiano (1919) » (voir la liste des auteurs).

## Compléments